# 예산꿈빛학교
예산꿈빛학교는 충청남도 예산군에 있는 공립 특수학교이다.

## 연혁
- 2022년 3월 1일 : 이전한 옛 덕산중학교 및 덕산고등학교 자리에 개교[1]
- 2022년 3월 1일 : 21학급 편성(유2학급, 초7학급, 중3학급, 고5학급, 전공3학급, 순회1학급)
- 2022년 3월 1일 : 예산꿈빛학교 김성희 1대 교장 취임
- 2022년 3월 2일 : 제1회 입학식(초6, 중6, 고9, 전공24) 총 45명 입학
- 2025년 1월 13일 :  제3회 졸업(수료)식(영아2 유2/유6 초5 중9 고10 전14) 총48명
- 2025년 3월 1일 :  30학급 편성(유3 초10 중6 고6 전4 순회1)
- 2025년 3월 1일 : 예산꿈빛학교 송선옥 2대 교장 취임
- 2025년 3월 4일 : 제4회 입학식(유2 초7 중10 고9 전공15) 총 43명